# 第一代伯基特男爵諾曼·伯基特
第一代伯基特男爵威廉·諾曼·伯基特，PC，QC[?]（1883年9月6日—1962年2月10日），英國大律師、法官、政治家和循道宗傳道人，1941年至1956年歷任高等法院和上訴法院法官，1945年至1946年兼任紐倫堡審判英方替任法官，後於1958年至1961年奉委上議院常任上訴法官。早年他曾於1923年至1924年和1929年至1931年兩度代表自由黨當選下議院議員。
伯基特早年有志於從事教會事工，1907年考入劍橋大學伊曼紐爾學院研讀神學，但後來透過參與大學的辯論活動而對法律產生興趣。1913年，已經滿30歲的他取得執業大律師資格，起初於伯明翰一帶執業，其後轉到倫敦拓展事業，1924年奉委御用大律師。他專長於刑事案件，參與過的知名訴訟包括1925年的「單身男案」、1931年的「燒車謀殺案」以及1934年的「布萊頓行李箱藏屍案」等。他在庭上善於運用自己的辯才左右陪審團的看法，往往使他成功協助客戶贏得官司。任職於下議院期間，執政工黨看中他的法律經驗，多次有意邀請他出任法律政策專員一職，惟他堅持自己不會轉投工黨而婉拒邀請。
伯基特在任法官前後長達15年，但他並不喜愛法院的工作，再加上身體健康欠佳，更使他多次陷入抑鬱，質疑自己的工作能力。雖然如此，他的工作表現卻是頗獲稱許，尤其是在紐倫堡審判擔任英方替任法官期間，儘管他無權在審判中與其他正任法官參與表決，但他的意見卻是具一定份量，不少判辭的重要部份更是出自他的手筆。然而，對於自己完成紐倫堡的工作後未獲英廷犒賞，他一度感到十分鬱悶。事實上，他早於1941年獲封下級勳位爵士、1947年奉委樞密院顧問官，從法院退休後更於1958年獲冊封世襲男爵，晉身上議院。
伯基特在20世紀二、三十年代處理過多宗重大的刑案，被視為當時最有名氣的刑事法大律師之一，因此有「20世紀前半期最知名的自由黨大律師之一」和英國「錯失了的大法官」等美譽。晚年的伯基特持續參與上議院的辯論，又曾接受英國廣播公司的邀請主持電台節目，到1962年因急病逝世，終年78歲。

## 生平

### 早年生涯（1883年－1913年）
伯基特1883年9月6日生於英國蘭開郡阿爾弗斯頓（後歸入坎布里亞郡），父親托馬斯·伯基特（Thomas Birkett）是一名布商和虔誠的衛理宗信徒，母親阿格尼絲·泰森（Agnes Tyson）是肉販慕斯·泰森（Moses Tyson）的女兒。伯基特在家中五兄弟姊妹排行第四，母親在他只有三歲的時候因肺結核病逝，父親其後再婚。伯基特年幼時受教於阿爾弗斯頓的衛理會小學，1894年升讀弗內斯巴羅文法學校（Barrow-in-Furness Grammar School）。儘管天資聰慧，可是他既愛學習，卻又沈迷惡作劇，所以學業成績並不突出。1898年離校後，他在父親其中一家布行任職學徒，同時投入教會的佈道工作，很快更受到當地循道會的歡迎。伯基特的父親明白他不是當布商的好材料，於是在1904年准許他離開布行，在家修習神學，拜安賽德（Arnside）的循道會牧師查爾斯·比代爾（Charles Bedale）為師。1905年，比代爾建議他入讀劍橋大學深造歷史和神學；事實上，他過往曾經與劍橋莫德林學院院長A·C·本森（A. C. Benson）交涉，所以對建議非常感興趣，並在兩年後選擇申請入讀劍橋伊曼紐爾學院。學院起初答應取錄伯基特，但條件是他要先通過學院和大學校方各自的入學考試。伯基特花了三個月研習拉丁文和希臘文，最終順利通過考試，於1907年10月正式獲劍橋取錄。

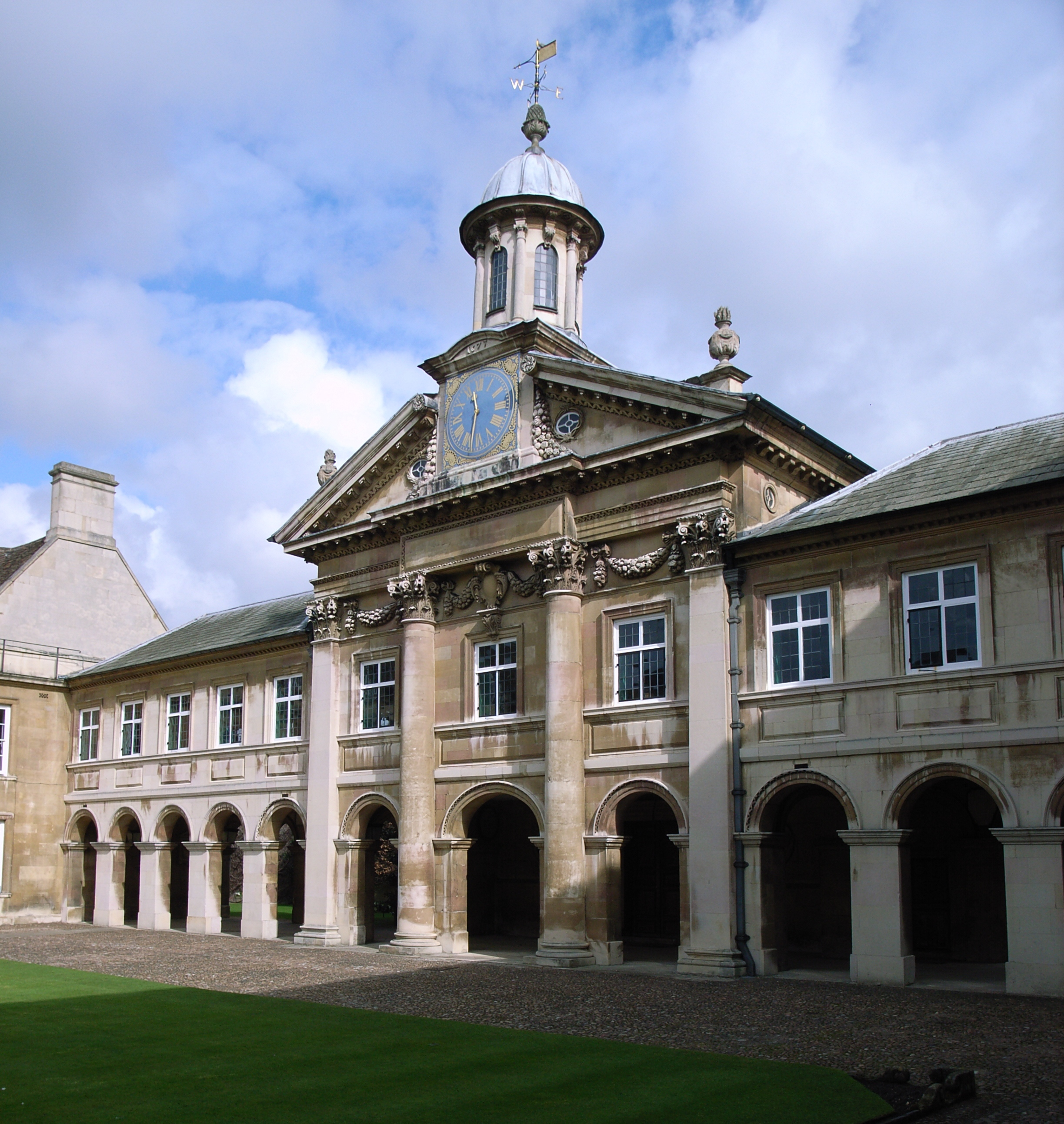
伯基特的母校劍橋大學伊曼紐爾學院

在劍橋期間，伯基特時常在當地的循道會教區和附近的利思學校傳道，且活躍於欖球、足球和高爾夫球等體育運動。在劍橋的第二學期，他還首次參與劍橋辯論學會的辯論活動，辯題是「本院歡迎解散英國聖公會」，他的表現其後獲校內刊物《劍橋評論》（Cambridge Review）評價為「一篇最為有趣的演說」。伯基特在大學二年級進一步獲選加入伊曼紐爾辯論學會委員會，期間多次在劍橋辯論學會就愛爾蘭自治、愛護動物和世俗教育等議題發言。這時他與劍橋辯論學會秘書阿諾德·麥克奈爾（Arnold McNair）結為友好，對方曾答應提名他角逐劍橋辯論學會委員會的席位，但以落選收場。雖然如此，他旋於1910年再次參選，並以六票之差擊敗對手當選學會秘書一職，他於往後兩屆更分別進一步當選為學會副主席和學會主席。在主席任內，他曾獲《劍橋評論》稱讚為「全院最令人滿意的講者」，而前美國總統西奧多·羅斯福在1910年親臨劍橋大學領受榮譽學位時，他也是其中一位致詞代表，演說內容同樣獲得羅斯福本人和其他大學人士的讚賞。
1909年，伯基特在第一次歷史優等考試取得二級成績，另外憑藉一篇有關英國詩詞與政治諷刺的文章，奪得英文議論文獎。翌年他再奪得同一獎項，並於同年的神學特別考試取等一級榮譽成績。可是，這時他卻質疑自己應否堅持以擔任牧師作為志願，於是尋求一位大學高級法律講師的意見，探討投身大律師業的可能。經過一番思量後，他決定以加入法律界為新的目標，且應考1911年的第二次法律優等考試，取得二級榮譽成績。多年以後，他復於1946年獲母校伊曼紐爾學院榮授榮譽院士銜。
大學畢業後，伯基特開始準備應考大律師執業考試，但為了維持日常生計，他曾應徵《衛報》和《觀察家報》兩家倫敦報社，最後卻到伯明翰擔任巧克力生產商喬治·吉百利的私人秘書。伯基特獲聘起初的年薪是200英鎊，一個月後迅即獲上調為500英鎊，而且由試用條款改為長期聘用，但是這份工作對他來說始終只是暫時性質。在這段時期，他繼續從事地區政治活動，負責為自由黨發表演說。他試過在千人集會上發表長達一小時的演說，奠定了他能言善辯的名聲。1912年，他應考大律師執業試首部考試，但未能通過地產一章的考試。其後他通過重考後，才正式於1913年6月4日取得內殿律師學院執業大律師資格，不過當時他已經30歲，對新晉大律師來說年紀算是比較大。

### 大律師生涯

#### 嶄露頭角（1914年－1920年）
憑籍他與吉百利的關係，伯基特成為大律師後自1914年起在伯明翰執業，任職於當地約翰·赫斯特（John Hurst）的律師行。當時正值第一次世界大戰，不少年輕力壯的大律師都被徵召入伍，但年過30歲的他卻因為染上肺結核，兩度未能通過體格檢查而獲免服兵役，結果在競爭減少的情況下反而對他的事業有利。話雖如此，他還是因病一度返回家鄉阿爾弗斯頓休養了六個月。在伯明翰，伯基特也繼續他的傳道工作，經常於當地的浸信會人民禮拜堂（Baptist People's Chapel）主持佈道。
伯基特漸漸成為一位受歡迎的辯護律師，但這也偶爾對他帶來一些麻煩，例如他曾經為了出席一場聆訊，被迫推卻為另一名客戶擔任代表辯方律師的邀請。他的表現也令伯明翰司法界留下深刻印象，這使得有地方巡迴法官在1919年建議他前往倫敦發展事業。最初，他對建議有所顧慮，認為「倫敦的競爭程度頗為不同，如果我在那邊失敗，我將會失去在這裡建立的一切」，不過他在1920年參與的一宗官司卻改變了他的想法。當時他在一宗有「綠色單車案」之稱的謀殺案擔任控方初級大律師，儘管他最後輸掉了官司，但表現卻得到辯方大律師愛德華·馬歇爾-賀爾爵士（Sir Edward Marshall-Hall）注意，對方後來更邀請他加入其位於倫敦的律師行。伯基特來到倫敦之初，由於缺乏事務律師的人脈網絡，業務不太繁重；正好馬歇爾-賀爾本身是御用大律師，出庭時必須有初級大律師陪同，因此律師樓的文員總愛找相對清閒的伯基特擔任馬歇爾-賀爾的初級大律師。

#### 事業頂峰（1920年－1929年）

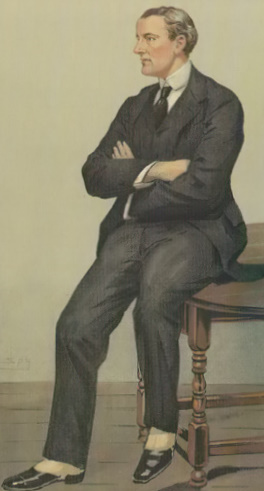
愛德華·馬歇爾-賀爾爵士

為馬歇爾-賀爾工作期間，伯基特曾接手數宗轟動一時的刑事案件，進一步奠定他在業界能言善辯的名聲。1925年，高等法院審理一宗由陸軍中校伊恩·丹尼斯頓（Lieutenant-Colonel Ian Dennistoun）狀告前妻多蘿西·丹尼斯頓（Dorothy Dennistoun）的「單身男案」（"Bachelor's Case"）。案情指出，丹尼斯頓當初離婚的時候無力支付贍養費，但向前妻承諾將來有錢的時候會予以償還。後來，丹尼斯頓迎娶已故卡那封勳爵的遺孀卡那封伯爵夫人阿爾米納（Almina, Countess of Carnarvon）為妻。由於阿爾米納從先夫的遺囑承繼得大筆遺產，連帶使丹尼斯頓受益不少。當多蘿西知道這個消息後，便要求前夫丹尼斯頓償還當初應許的贍養費，但阿爾米納卻視之為勒索，並要丹尼斯頓將之告上法庭。當時主審的高院法官亨利·麥卡迭爵士（Sir Henry McCardie）坦言該案「是我見過最難處理的訴訟」，而馬歇爾-賀爾和伯基特則在案中代表阿爾米納和丹尼斯頓；至於多蘿西則由另一善於處理離婚訴訟的大律師埃利斯·休姆-威廉斯爵士（Sir Ellis Hume-Williams）代表。
起初，該案看來對馬歇爾-賀爾甚為不利，他除了因為盤問不得法而影響說服力，帶病應訊的他更變得心煩氣躁，表現倒退。結果，馬歇爾-賀爾在律師行的文員建議下改由伯基特負責結案陳詞，卻是出乎意料地顛倒了整個法庭的看法，也消弭了陪審團原本對丹尼斯頓違反承諾拒付贍養費的敵視，使阿爾米納和丹尼斯頓一方贏得訴訟。伯基特的表現成為了多份晚報的頭條新聞，其中《每日郵報》指他是「本年度最重大的法律界發現」，稱讚他的結案陳詞是「一篇優秀的訟辯」。他在「單身男案」的表現和隨之而來的廣泛報導，也使他得到不少倫敦事務律師的注意，業務也就蒸蒸日上。在1925年的首七個月，他一共賺得8,000英鎊，其後全年累積賺得12,000英鎊；他後來於1926年全年進一步賺得16,500英鎊，到1929年全年更賺得最高峰的33,500英鎊。收入大增的伯基特有一次碰見從事演藝的劍橋舊同學邁爾斯·馬勒森（Miles Malleson），更自傲地認為「我賺到的錢比我想像中世界擁有的還要多」。

#### 後期工作（1929年－1941年）

##### 「燒車謀殺案」（1931年）
1931年初，伯特基在轟動一時的「燒車謀殺案」（Blazing Car murder case）中參與訴訟。案情指出，1930年11月6日晚上，兩名居於北安普敦郡市郊的男子在回家路上見到遠處有強光，期間一名男子從路邊溝渠走來，一邊回頭望著遠方的強光，一邊跟兩人說「看似有人點起了營火」。不過，當兩人走近光源的時候，卻發現是一部焚燒中的轎車，於是報警求助。撲熄火警後，當局在轎車車尾箱發現一具已燒焦和無法辨認身份的男性屍體。警方隨後根據燒車上的車牌號碼，追查出車主是一名年約36歲、名叫艾弗烈·阿瑟·勞斯（Alfred Arthur Rouse）的男子，並迅即將之拘捕問話。1931年1月26日，勞斯於北安普敦皇室法院提堂，被控以謀殺一名身份不明的男子。當時控方外聘伯基特為主控，並由另一大律師理查德·埃爾威斯（Richard Elwes）輔助；至於勞斯則由唐納·芬尼莫爾（Donald Finnemore）代表辯護。該案案情對勞斯甚為不利，首先，他被捕後接受警方錄取口供期間曾發表「我很高興事件已經終結」和「由我負責」一類的說話；其次，轎車的引擎沒有被啟動，排除了引擎意外點火的可能。此外，勞斯以證人身份在庭上作供時宣稱，該名陌生男子是搭他的順風車，後來轎車因汽油用盡而停了下來，於是他叫陌生男子協助把備用的一罐汽油加入油缸，而自己則走到路旁小解。他聲稱在小解時突然聽到隆然巨響，然後看到烈焰衝天，他相信是油缸爆炸，於是下意識地拔足狂拔，直到遇到路上的兩名男子為止。
然而，經伯基特盤問勞斯等多名證人後，陪審團並不信納勞斯的版本，而且還僅僅用了15分鐘商議決定他的謀殺罪名成立，結果他被依例判處繯首死刑。勞斯罪成後曾先後向上訴法院和時任內政大臣J·R·克萊因斯（J. R. Clynes）求情和提出上訴，但皆被駁回，最終當局在1931年3月10日正式執行死刑。出乎意料的是，勞斯上訴失敗後改口承認自己殺人，但他從未解釋殺人動機，而死者的真正身份至今也是一個未解之謎。有意見則推論，勞斯原意可能是打算設下一個自己當場被火燒死的假象，然後隱姓埋名，令人誤信他已意外身亡。

##### 「布萊頓行李箱藏屍案」（1934年）
1934年，英格蘭海濱市鎮布萊頓先後發生兩宗相信沒有關連的「行李箱藏屍案」，其中伯基特參與了第二宗案件的訴訟，該案後來更被形容為「他處理過最成功的死刑案件」。第一宗案發生於1934年6月，有人在布萊頓火車站發現一個藏著一名無頭婦女軀幹的手提箱。翌日，又有人在倫敦英皇十字火車站發現另一個載著一對人體下肢的手提箱。經初步調查後，警方相信發現的人體軀幹和下肢屬於同一名婦女，但死者的頭部和一對上肢始終下落不明，該案迄今也是懸而未破。與此同時，一名叫維奧莉特·凱爾（Violette Kaye）、居於布萊頓的女子報稱失蹤，使外界聯想第一宗藏屍案的死者可能就是凱爾本人。7月14日，警方盤問凱爾任職餐廳侍應的男友東尼·曼西尼（Toni Mancini），但曼西尼指出法醫報告推斷第一宗藏屍案的死者大約35歲，而且有五個月身孕，相反凱爾卻比死者年長十歲，因此他否認凱爾就是死者。事實上，凱爾最後一次的露面時間是在5月10日，當日她被人看到在家門口的通道，狀甚不安；此外，凱爾原計劃到倫敦探望她的胞姊，但她的胞姊卻在5月11日收到她的電報，內文以大楷字母寫了「準備出國。真好。星期日啟航。遲一點再寫信。Vi字。」（"Going abroad. Good job. Sail Sunday. Will write. Vi."）的訊息。雖然郵政局職員無法記起電報由誰人發出，可是根據筆跡專家的鑑定，卻發現電報上的字跡與曼西尼在餐廳菜單上手寫的字體脗合。5月14日，曼西尼在另一名朋友幫助下，把他的物品搬離與凱爾同居的寓所，但寓所內有一個非常重的行李箱，難以單單用手搬動。當時的曼西尼向其他人宣告已和凱爾分手，對方已經前往法國巴黎，他又承認在凱爾離開時曾對她動粗。後來，他還對一名朋友表示：「拳打女人有甚麼好處？這只會弄傷自己。你應該跟我一樣用鐵鎚打她、猛力的打」。警方後來果真在兩人的舊居檢出一把鐵鎚。
警方在7月14日盤問曼西尼後，翌日再到曼西尼的新居，但當時他已經乘火車離開布萊頓前往倫敦。警方隨後在搜查其新居期間，更在那個大行李箱發現凱爾的屍體，屍身已開始腐爛。凱爾的屍體被發現後，被視為布萊頓的第二宗行李箱藏屍案，警方遂立即動員全國警力追捕曼西尼，曼西尼隨後在倫敦附近被捕。曼西尼被捕後堅稱自己無罪，並在接受警方盤問期間聲稱自己回家時發現凱爾已經死去。他又指自己有刑事紀錄，擔心警方不會相信他，所以決定把屍體藏在行李箱。曼西尼被還押監房看管期間，他的律師致電邀請伯基特代表擔任辯方律師，獲得對方答應。在案件審訊期間，伯基特巧妙地指出控方細節上的種種錯處，並對控方的內政部病理學家伯納德·斯皮爾斯伯里爵士作出有利於辯方的「精密」盤問，從而使陪團體對控方的論據產生懷疑。另一方面，他強調凱爾生前與曼西尼的恩愛關係，從而指出曼西尼缺乏殺人動機。儘管控方掌握不少有力證據指證曼西尼，例如死者頭骨有相信由鐵鎚造成的傷痕，以及在曼西尼的衣服上發現血跡；不過陪審團退庭商議兩小時三十分鐘後，最終裁定曼西尼謀殺罪名不成立。一直到多年以後，曼西尼在1976年臨終前才親自承認自己是謀殺凱爾的兇手。

##### 「辛普森離婚案」（1936年）

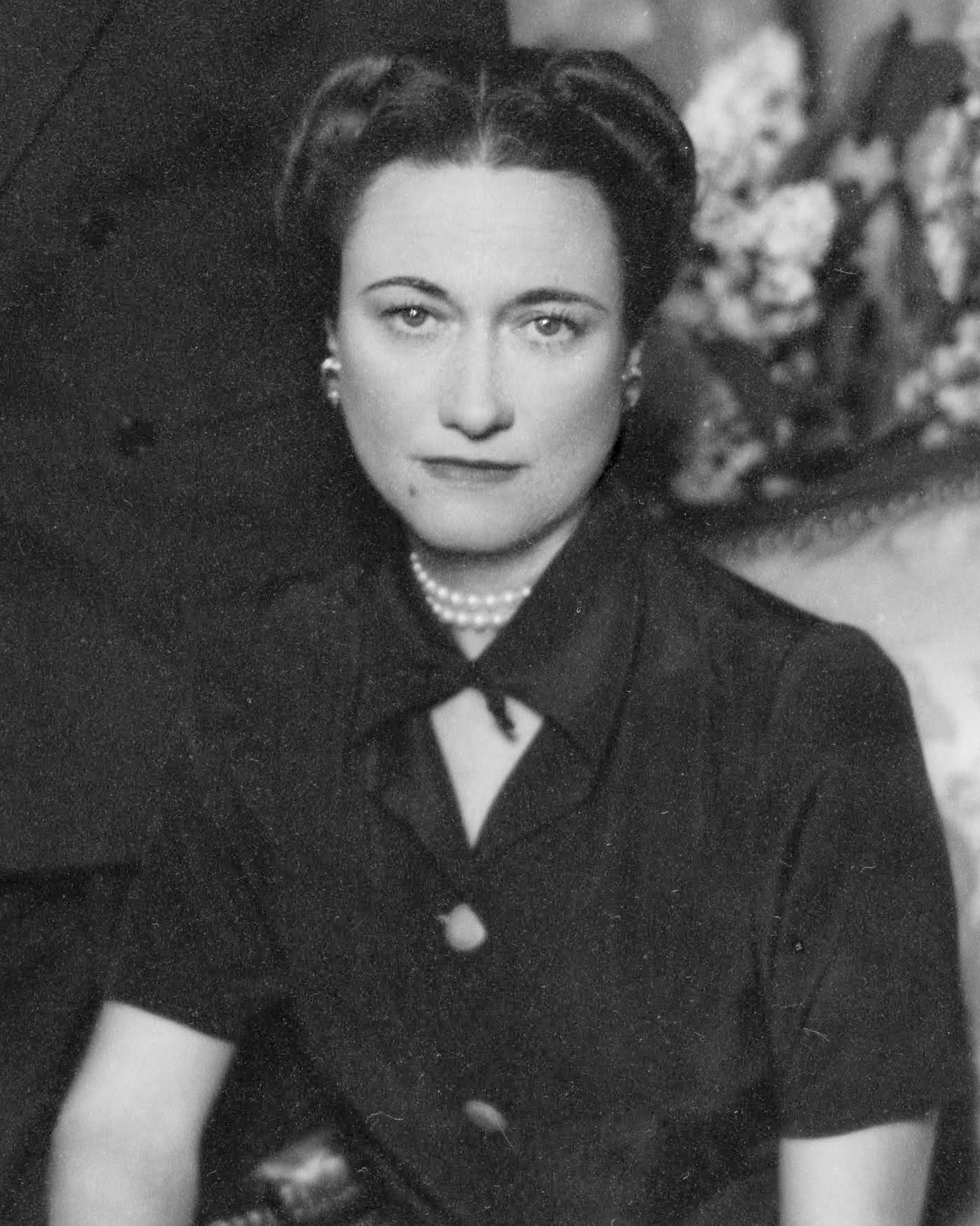
華里絲·辛普森

1936年10月，伯基特在華里絲·辛普森的離婚申請中擔任代表律師，由於來自美國的辛普森被指是新任英國君主愛德華八世的情婦，再加上這是她的第二次離婚，所以案件引起了輿論的廣泛關注。案情指出，華里絲的第二任英籍丈夫是造船經紀商歐內斯特·奧爾德里奇·辛普森（Ernest Aldrich Simpson）；離婚理由是因為丈夫早前被判在伯克郡一家酒店行為不檢罪名成立。在離婚聆訊召開當日，華里絲在伯基特的陪同下到庭應訊，但其夫辛普森沒有出席抗辯。在庭上，華里絲在伯基特的引導下交代了離婚理據，並向主審法官呈上三封信件作為證據。最終主審法官安東尼·霍克爵士（Sir Anthony Hawke）宣告批准華里絲離婚，並在六個月後生效，而整個聆訊過程僅用了17分鐘便告完成。
華里絲獲准離婚一事，消除了她與愛德華八世打算結婚的其中一個障礙，但卻使事件引起的憲制危機變得更加複雜。考慮到國民反應和政治後果，再加上英國聖公會並不容許離婚者在前任配偶仍然在生的情況下再婚，身兼聖公會之首的愛德華八世最終決定「不愛江山愛美人」，於1936年12月11日宣佈退位，禪讓予其胞弟，是為喬治六世。愛德華退位後於翌年3月被冊封為溫莎公爵，其後在同年6月3日於法國正式迎娶華里絲為妻。

### 政治生涯

#### 投身下議院（1923年－1924年）
伯基特的父親是自由黨支持者，他自己也曾於1906年大選中為自由黨助選。1911年，他獲邀擔任下議院劍橋選區的自由黨候選人，但他以沒有收入為理由拒絕。儘管如此，他任職吉百利的時候不但協助老闆喬治·吉百利當選為伯明翰市議會自由黨籍議員，還協助全國青年自由黨聯盟在當地設立分部。在1918年大選，伯基特成為下院伯明翰英皇諾頓選區的自由黨候選人，但敗於保守黨的赫伯特·奧斯汀（Herbert Austin）。一直到1923年大選，他再一次以自由黨候選人身份出轉戰東諾定咸選區，這次終以1,436票的多數優勢當選。該選區自1910年以來都由保守黨守住，保守黨在上一次大選更獲得4,000多票的多數優勢，所以伯基特的當選被視為「大獲全勝」。

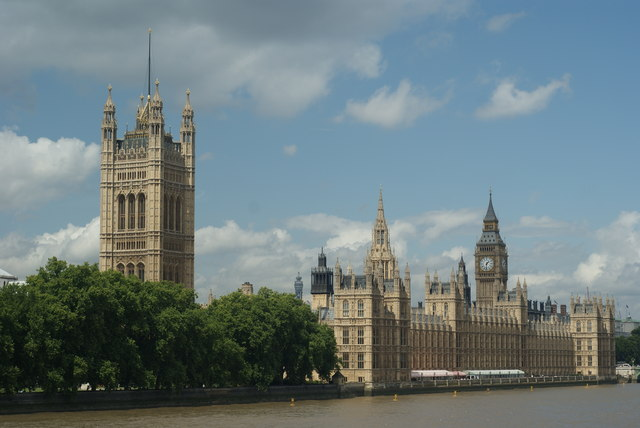
伯基特在1923年至1924年和1929年至1931年兩任下議院議員，晚年於1958年至1962年任上議院議員，期間於1958年至1961年兼任上院常任上訴法官

加入下議院後，伯基特的首份處女發言是支持一位工黨國會議員的方案，建議分別為獨力撫養子女的寡婦和丈夫因傷失業的婦女設立撫卹金。他在發言中還建議撫卹金的受助對象應進一步包括未婚母親、被拋棄的婦女和失婚婦女。伯基特的那次發言頗受輿論好評，《諾定咸周報》認為他在下議院留下了「極佳的印象」，另一位自由黨下院議員更稱讚他「有機會成為將來的大法官」。不過，由於他要專注於自己的法律業務，他甚少現身於下議院，但每有機會出席下院會議他都總會表現得十分勤勉。例如他有一次花整晚時間參與下議院的辯論環節，完結的時候已是第二天清早六時，但他還得要趕到法庭出席聆訊。
1924年，伯基特申請成為御用大律師，身兼國會議員的他旋於同年4月15日順利獲得委任。當時多位法官對其獲得委任皆予以肯定，其中時任高等法院法官腓特烈·格里爾爵士（Sir Frederick Greer）認為「除非我的判斷力嚴重地偏離正道，你將會很快在前列佔一領導地位」；另一位高院法官威廉·芬利爵士（Sir William Finlay）也認為「我有信心你將來會登上業界的頂尖地位，我的信心他日得到印證後，我將會十分欣喜」。成為御用大律師後首年，伯基特即於全年賺得8,600英鎊，是前一年的一倍。
同年，工黨少數政府因「坎貝爾案」垮台，被迫舉行大選，伯基特一心返回東諾定咸選區拉票尋求連任，惟選情卻遠比1923年嚴峻。一方面，上一次落選的保守黨在今次選舉推出新的候選人埃蒙德·布羅克班克（Edmund Brocklebank）重整旗鼓；另方面，伯基特表態反對知名共產黨人湯姆·曼（Tom Mann），也攤薄了左翼支持者的票源。此外，大選舉行前數天，傳媒披露一封有關共產黨計劃在英國殖民地發動起義的神秘函件，一時間引起社會輿論的「恐共」情緒，結果在1924年10月29日舉行的大選中，伯基特與不少尋求連任的自由黨候選人都被保守黨人擊敗。

#### 政壇浮沉（1929年－1941年）
1929年，離開政壇一段時間的伯基特再一次代表自由黨在下議院大選出選東諾定咸選區，成功取得14,049票當選重返議會，並以2,939票的差距擊敗保守黨候選人路易斯·格盧克斯坦（Louis Gluckstein）。雖然工黨在該次大選中奪得最多議席，卻未能取得多數優勢，被迫再度籌組少數政府。有鑑於工黨在下議院缺乏具經驗的法律界人物，時任工黨首相拉姆齊·麥克唐納積極試圖尋找知名的自由黨律師擔任檢察總長及法律政策專員等要職。當時，原屬自由黨的威廉·喬伊特（William Jowitt）轉投到工黨以便出任檢察總長一職；至於法律政策專員則屬意由伯基特出任。不過，伯基特斷然拒絕工黨邀請，直言「他無法在25分鐘改變政治立場，即使自由黨完全解體，他也不會被發現走到工黨的方舟避難」。

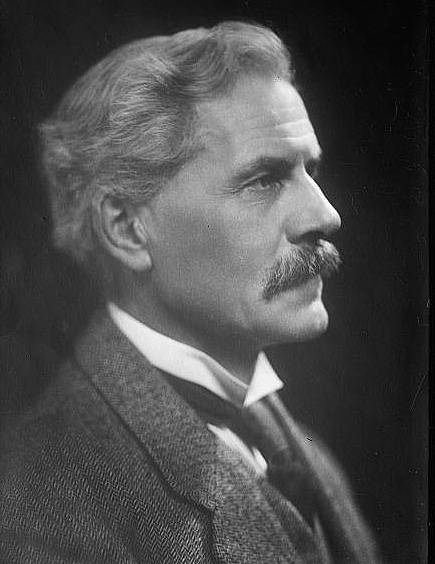
工黨首相拉姆齊·麥克唐納（圖）曾多次授意由伯基特出任法律政策專員，但都被對方婉拒

第二度晉身下院以後，伯基特要兼顧繁重的法律業務和國會工作，但仍得以經常出席國會辯論，並與約翰·西蒙爵士成為自由黨在立法事務上有關法律方面的主要發言人之一。有一次，他對《1930年財政法令》其中一條條文的批評，就獲得不少自由黨和保守黨議員的認同，甚至乎保守黨的溫斯頓·邱吉爾也讚道「我甚少聽到對辯論議題如斯精闢獨到、與委員會討論性質那麼調和合拍的發言，就正如剛才那位尊貴博學的先生所作的演詞一樣」。後來，伯基特帶領自由黨反擊由工黨提出的《1931年貿易糾紛草案》，幾致使草案「淪為破衣碎布」。儘管草案最終因為有自由黨議員投棄權票而獲得通過，但伯基特在《草案》一役始終獲得不少讚賞，麥克唐納事後更再度邀請他出任法律政策專員一職，以接替因病逝世的詹姆士·梅爾維爾爵士（Sir James Melville），但被他婉拒後，改由工黨的斯塔福德·克里普斯頂上。1931年，工黨內鬨分裂，麥克唐納另立國民工黨，與保守黨和自由黨籌組聯合政府，而伯基特又一次被視為新政府法律政策專員的熱門人選。然而，由於自由黨從聯合政府分得的官員席位名額有限，最終他無緣獲得委任。當時伯基特曾獲邀出任其他非法律職務作為補償，但他以自己「無法考慮出任要放棄自己事業的職務」而拒絕。
聯合政府成立後不久，旋因經濟危機於1931年10月舉行大選，使得伯基特要返回東諾定咸選區展開競選活動尋求連任。這次他的主要對手是曾經在1929年大選交鋒的保守黨候選人格盧克斯坦。在這次大選，礙於普遍輿論和廣大勞工都認為自由貿易拖累經濟，力主支持貿易保護主義的保守黨遂乘勢而起，在當年10月27日舉行的大選中取得佳績，而格盧克斯坦也在選戰中擊敗伯基特，並取得5,583票的多數優勢。大選過後的11月3日，伯基特獲告知假如他當初成功連任，首相麥克唐納將打算委任他當法律政策專員，這個消息使他失望不已。對政治感到意興闌珊的他最終決定「告別東諾定咸選區」、淡出政壇。伯基特後來曾於1931年和1932年分別獲邀擔任托奇選區和北康沃爾選區的自由黨候選人，但都被他婉拒；其中後者過往多年來都由自由黨人穩守，加上議席因為唐納·麥克萊恩爵士（Sir Donald MacLean）死於任上而出缺，故外界普遍估計如果他願意出選，幾乎會在必勝無疑的形勢下重返下議院。可是，由於伯基特不滿當時崛起的國民自由黨立場過份傾向保守黨，成為他拒絕出選的主因。
1937年5月，時任衛生部長金斯利·伍德爵士與內政大臣約翰·西蒙爵士設立了一個墮胎跨部門委員會，負責「就墮胎的普及情況和現行的相關法例展開調查；並考慮應該採取甚麼措施以加強執法效能」。當時伯基特獲委任為跨部門委員會主席，在任前後兩年，並就委員會的工作撰寫報告書。期間，他在1937年夏天獲加拿大大律師公會邀請，以英國大律師公會代表身份前往加拿大多倫多出席周年大會，他在會上的發言深受歡迎。1938年1月，他獲暫委為巡迴審判專員，主持白金漢郡艾爾斯伯里的巡迴法庭，平均每天審理10宗案件。1939年第二次世界大戰爆發後，他進一步獲委任到國防規例18B顧問委員會擔任主席，負責就當局拘留懷疑敵國特務時，向內政大臣提供意見。該委員會在短短兩年間處理了1,500多宗個案，其中被捕的知名人士包括極右政治家奧斯瓦爾德·摩茲利爵士等親德人士。由於委員會的工作並不帶薪，所以伯基特在1941年6月6日獲英廷冊封為下級勳位爵士，作為答謝。此外，由1940年2月9日起，他獲邀在逢星期五的晚間新聞後，於電台發表講話，以抗衡別號「呵呵勳爵」（"Lord Haw Haw"）、由威廉·喬伊斯（William Joyce）主持的納粹德國電台廣播。伯基特的電台講話在「假戰」期間頗能起到振奮民心的效用。

### 司法生涯

#### 高等法院法官（1941年－1950年）
伯基特早於1928年已曾獲邀出任高等法院法官，但當時他沒有接受邀請，指自己「不太喜歡擔任司法職務……我太嚮往大律師這份工作了」。一直到1941年10月高院皇座法庭法官安東尼·霍克爵士死於任上後，時任大法官西蒙勳爵遂提議由伯基特填補遺缺。這次他有感於要負起「服務公眾的使命」，於是在11月4日回信接受任命，隨後於11月11日宣誓就職，以及在11月24日首度主持聆訊。事實上，這時的伯基特已經58歲，他明白到時移世易，戰後的法律界將會變得十分不同，過往他在庭上擅長的訟辯模式未必再受到青睞，這點也成為他接受任命的其中一個因素。
另一方面，像伯基特一類的訟辯大律師獲委任為法官，過往其實是較為罕見的，原因是當局擔心訟辯大律師側重於辯才，未必有紮實的法學根基；再者，他們經常要從客戶的角度據理力爭，感覺上較難保持中立客觀。現實中，伯基特出任法官後沒有這方面的問題，然而，他很快就發覺自己並不喜愛高院法官的工作，而且十分「記掛昔日燈光下」擔任大律師的風采，加上身體健康欠佳，更使他在1942年得了抑鬱病。此外，他常認為自己撰寫的判詞太薄弱，因為他「不希望傷害其他人的感情」。雖然如此，他倒是一位受人歡迎的法官，任內《每日先驅報》甚至曾報導他有機會出任印度總督一職。1943年，他出發主持一次巡迴裁判前獲邀參與上訴法院的審訊工作，為時數星期，但後來卻因為心臟出了問題，再加上肺炎而病倒，被迫回家休養多時。翌年，他患病的次數更是有加無減，這使他感到無法再信靠自己的工作能力，甚至萌生辭任法官的念頭。在這時期，他也處理過數宗具知名度的案件，例如康斯坦丁訴帝國酒店有限公司案（Constantine v Imperial Hotels Ltd [1944] KB 693），他在該案確立了酒店東主如無合理理由，不得拒絕向賓客提供住宿此一普通法原則。

#### 紐倫堡審判（1945年－1946年）

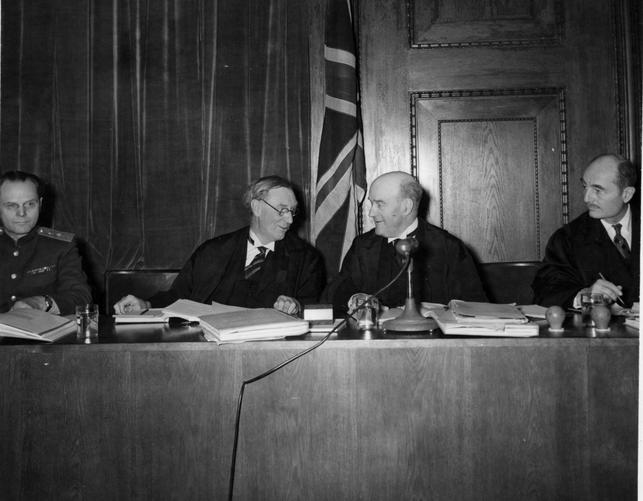
伯基特（左二）在紐倫堡審判期間與英方正任法官傑弗里·勞倫斯爵士（右二）交談。右一為美方法官法蘭西斯·比德爾

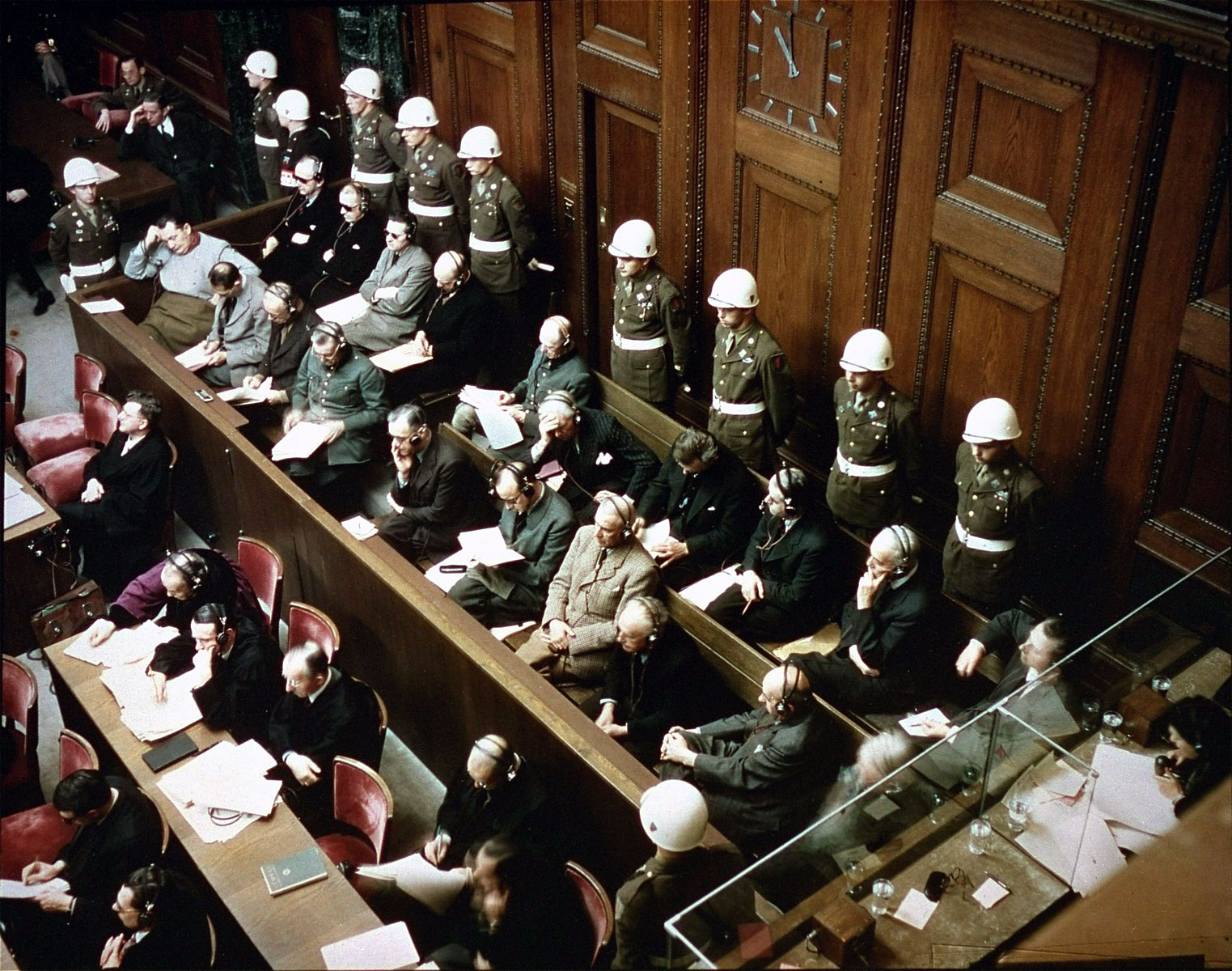
多名納粹德國戰犯在紐倫堡審判受審

第二次世界大戰在1945年結束後，伯基特於同年8月30日接獲時任大法官喬伊特勳爵邀請，以英方法官身份參與紐倫堡審判，負責對納粹德國戰犯展開審訊。伯基特起初接受了邀請，並表示「對於獲得挑選深感榮幸」，但當他到倫敦討論聘任細節時，卻被告知外交部方面希望找一位更資深的法官出任英方法官。外交部最初授意由上議院的常任上訴法官出任，但發覺無人合適後，便改為物色上訴法院法官。結果，來自上訴法院的傑弗里·勞倫斯爵士（Sir Geoffrey Lawrence）獲選定為英方法官，而伯基特則只能出任英方替任法官。儘管伯基特對擔任替任法官的興趣不及原先的邀請，但他最後還是接受了任命。出任英方替任法官後，他又跟美方法官法蘭西斯·比德爾（Francis Biddle）結為朋友，但原來兩人初時見面時，伯基特把他錯認為另一位美國外交官安東尼·德雷克塞爾·比德爾（Anthony Drexel Biddle），而且向對方說他的「外交訓練」背景將有助於審訊工作。

紐倫堡審判由1945年10月18日展開，一直到1946年9月30日結束，期間主要在德國紐倫堡進行。面臨審訊的24人都是納粹德國的軍政要員，其中阿道夫·希特拉的「接班人」赫爾曼·戈林在內12人被判死刑、前納粹黨副黨魁魯道夫·赫斯在內三人被判終身監禁、另外四人分別被判有期徒刑10至20年、三人無罪獲釋、一人在判決前自殺、其餘一人因健康理由而不予起訴。此外，納粹黨、蓋世太保和黨衛軍也在審判中被宣告為犯罪組織；而德意志內閣、沖鋒隊和參謀本部暨最高統帥部則獲判無罪。身為替任法官的伯基特雖然無權在審判中投票，但他的意見多少也有一些份量，而且在某程度上左右了主審法官團的決定。審判結束和返國後，其表現得到大法官喬伊特的讚揚，形容「他證明了我們在法治之下體現公平審訊的概念，本國實在對他有所虧欠」；另一位在紐倫堡審判中擔任美方替任法官的約翰·帕克（John Parker）也對他有以下的讚賞：
|  | 雖然他是一位連投票權也沒有的替任法官，但審判中的所有決定都聽到他的聲音，他親手草擬了大部份的判詞，而且還是最重要的部份；在判決過程中，沒有一位法官或其他與審判有關的人員比他扮演更吃重的角色。我確信，如果這次的審判工作在法律層面上成為構建世界秩序的里程碑，大部份的功勞定必歸功於諾曼·伯基特。世上只有很少人會為了全人類的福祉而這麼落力地做事。 |

紐倫堡審判結束後，英方法官勞倫斯因功獲英廷晉封為世襲男爵，相反伯基特卻沒有得到任何封賞，這個打擊再次使他患上抑鬱症，而且過了很多個月才康復過來。後來在1947年的英皇壽辰授勳名單中，他終於獲英廷任命為樞密院顧問官，但他認為這個榮銜並不足以反映他在紐倫堡所作的努力。

#### 晉升上訴法院（1950年－1956年）
此後的一段長時間中，伯基特都在高等法院過著平淡的工作生活，也不能擺脫對高院法官這份工作的厭倦。他曾說：「我感到緊張，我對我寫的判詞沒有多少信心。我時常質疑我自己頒下的判決和損害賠償金之類的東西。雖然我在庭上的總結絕不差勁，可是我從沒有感受到光芒的成就感。」1948年，艾弗烈·丹寧爵士和約翰·辛格爾頓爵士（Sir John Singleton）兩位資歷都要比伯基特淺的高院法官，均分別獲先行擢升為上訴法院法官，使伯特基又再陷入抑鬱。

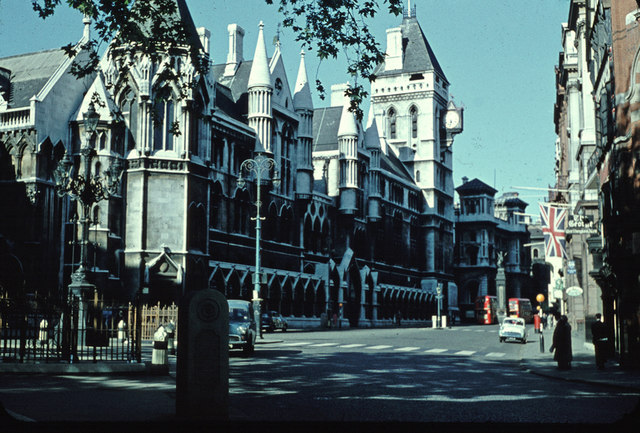
伯基特由1941年到1956年都主要在倫敦的皇家司法院（圖）辦公

1949年7月30日，伯基特索性自行面見大法官喬伊特勳爵，尋求獲委任為上訴法官，但會面沒有任何成果。同年11月14日，他因為十二指腸潰瘍惡化造成穿孔而告病假，前後休養六個月才恢復工作。為了安撫他的鬱結，喬伊特在1950年5月8日提議在不附帶任何薪酬福利的條件下冊封伯基特為貴族，但伯基特認為要擔任受薪公職才可保障生活，結果拒絕了冊封。一直到1950年8月31日，正當他在美國首都華盛頓出席一個會議期間，他收到來自喬伊特的電報，內容表示同意任命他為上訴法院法官。期盼已久的伯基特遂急不及待地即時回覆電報接受任命，隨後於同年10月2日正式就任，並於翌日開始新的工作。
然而，跟高院一樣，他對上訴法院的工作同樣感到沉悶乏味，這種感覺更隨時間而惡化。他對自己的判詞感到疑惑，也懷疑自己缺乏法律方面的影響力。儘管如此，他在上訴法院的表現卻是頗獲司法界肯定，且認為他的同情心結合其睿智，其實對法庭工作確有裨益。1951年，伯基特在一段長期休假期間接受了英國廣播公司（BBC）邀請，一連三集在電視上主講國際法及其發展，另外又應律師會邀請發表一篇題為「律師對社會的貢獻」的演詞。無論如何，伯基特不喜歡高院和上訴法院的工作，但礙於法官要連續服務滿15年才合資格領取長俸，所以他要到1956年滿73歲的時候才正式從上訴法院退休。
伯基特後期在上訴法院審理過的知名訴訟，計有1953年的大不列顛製藥學會訴博姿現金藥劑師（南方）有限公司案（Pharmaceutical Society of Great Britain v Boots Cash Chemists (Southern) Ltd [1953] 1 QB 401）和1955年的安托雷有限公司訴邁爾斯遠東公司案（Entores Ltd v Miles Far East Corporation [1955] 2 QB 327）等。其中，法庭在後一宗訴訟首次認同運用電傳機締結的合約與一般合約同具效力，因此該案對當時的合約法起重要影響。從上訴法院退休後，伯基特曾於1958年4月至1961年10月奉委上議院常任上訴法官，任內曾於1959年和1960年分別審理德姆科訴內政大臣案（De Demko v Home Secretary [1959] AC 654）和奧斯蒂梅訴都普車身有限公司案（Ostime v Duple Motor Bodies Ltd [1960] AC 459）。

### 晚年生涯 （1957年－1962年）
從上訴法院退休後一年，伯基特在1957年6月13日獲委任到一個樞密院委員會擔任主席，負責就時任內政大臣拉布·巴特勒被指不當使用電話截聽一事展開調查。委員會前後召開了29次會議後，伯基特撰寫了調查報告書並提交國會，結論支持當局運用電話截聽，認為具有實際效用。同年12月9日，他獲時任首相哈羅德·麥美倫致函通知已獲提名封爵，得到伯基特本人接納後，英廷復於1958年元旦授勳名單中向其冊封世襲男爵爵位，是為蘭開斯特郡阿爾弗斯頓的伯基特男爵（Baron Birkett, of Ulverston in the County of Lancaster），他隨後在1958年2月20日就任為上議院議員。同年，他獲母校劍橋大學頒授榮譽法學博士學位（LL.D.），校方在讚詞稱他「天生擁有如西塞羅的聲線，正是成為演說家的首要條件」，又謂「他善於左右陪審團的想法，技巧在當今無人能及」。1959年2月，他在BBC電視節目《面對面》的首集亮相，他在節目中被形容是「本世紀、甚至是歷來最有名的三、四名刑事法律師之一」。在政治和法律圈子以外，他也曾四度榮任倫敦的製革匠同業工會主席（Master of the Worshipful Company of Curriers）。

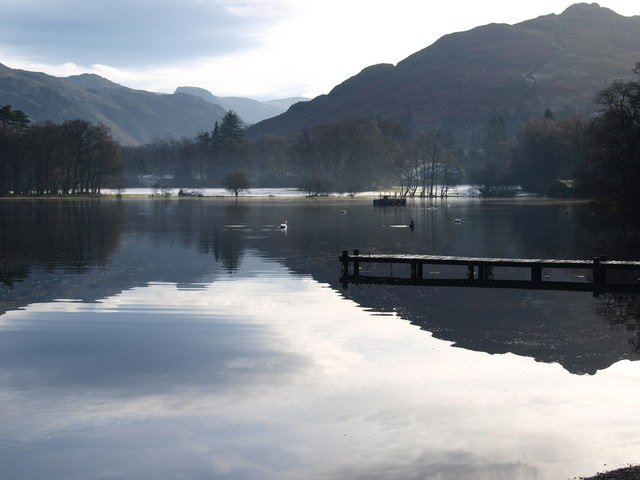
伯基特於1962年在上議院提出動議，成功刪去《曼徹斯特法團草案》有關建議由阿爾斯沃特湖（圖）南輸淡水到曼徹斯特的條文

加入上議院後，伯基特盡可能都會抽時間出席上院辯論。他在1959年4月8日於上院發表了他的處發言，主題與英國的罪案有關。同年5月，他負責在上議院首讀《淫褻物品出版草案》，草案最終獲得執政保守黨和在野工黨支持下獲得通過成為法令。對於草案獲得通過，伯基特曾在私人場合表示「英倫無論怎樣也不會在淫褻問題方面出現一條令人滿意的法律，但至少我們制訂的《1959年法令》是目前最好的一條」。1961年，他再一次獲BBC邀請，到旗下BBC本土電台一連數集主講〈六大訟辯大律師〉（"Six Great Advocates"），六大人物除了有他曾經跟隨的愛德華·馬歇爾-賀爾爵士，還有派翠克·黑斯廷斯爵士（Sir Patrick Hastings）、愛德華·克拉克爵士（Sir Edward Clarke）、雷丁勳爵（Lord Reading）、基爾奧文羅素勳爵（Lord Russell of Killowen）和厄爾斯金勳爵（Lord Erskine）。
伯基特喜愛郊野，在湖區長大的他更特別關注當地生態，嘗任保育團體湖區之友（Friends of the Lake District）的主席。1962年初，國會就《曼徹斯特法團草案》發起辯論，草案其中一部份提出從湖區的阿爾斯沃特湖南調淡水到曼徹斯特，以滿足當地人口急速增長下對食水的需求。這份草案雖屬私人性質，卻得到當局表態支持，使不少湖區居民和保育人士甚為憂慮，擔心會對生態造成嚴重破壞。有見及此，伯基特在1962年2月8日最後一次出席上議院辯論，席間動議要求刪除草案中有關從湖區輸水到曼徹斯特的條款。過往動議刪除私人草案個別條文的做法在20世紀只有七次成功的紀錄，不過他在辯論中強調「基於重大的原則性問題」，有必要交由全院定奪。經過伯基特的據理力爭，上議院最終以70票對36票通過他的動議，而他的演詞更獲輿論形容為「打動人心、具說服力」。否決草案條款後的第二天清早，伯基特在倫敦家中感到心臟不適，並在午餐後不久突然暈倒，隨即被送往醫院診治，證實其中一條主血管爆裂。經搶救無效後，伯基特延至2月10日早上逝世，終年78歲。身後，他的世襲男爵爵位由兒子邁克爾·伯基特承繼。為了答謝伯基特成功協助抵制《曼徹斯特法團草案》，阿爾斯沃特湖遊艇會（The Ullswater Yacht Club）後來於同年設立了一年一度的伯基特勳爵紀念盃賽（Lord Birkett Memorial Trophy Race），以為紀念。

## 個人生活
伯基特早年在吉百利工作的時候認識了露絲·「比利」·尼爾松（Ruth "Billy" Nilsson，？－1969年），露絲來自瑞典，是埃米爾·尼爾松（Emil Nilsson）的女兒。露絲後來為了伯基特辭去了在伯明翰布納維爾（Bournville）的工作而來到倫敦，兩人復於1920年8月25日結婚。伯基特夫婦共育有一子一女，分別名邁克爾·伯基特閣下（Hon. Michael Birkett，1929年10月22日－2015年4月3日）和林內亞·伯基特閣下（Hon. Linnea Birkett，1923年6月27日－2017年7月16日），其中兒子邁克爾後來繼承了他的世襲男爵爵位。另外，伯基特的興趣包括高爾夫球、木球、郊遊和文學等，尤愛查爾斯·狄更斯的作品。他生前是白金漢郡阿默舍姆（Amersham）附近的哈伍德低地高爾夫球會會員。

## 榮譽

### 殊勳
- 以下列出榮譽全稱及縮寫：^ 
  - 御用大律師（K.C.／Q.C.） （1924年4月15日[49]）
  - 下級勳位爵士（Kt.） （1941年英皇壽辰授勳名單[68]）
  - 樞密院顧問官（P.C.） （1947年英皇壽辰授勳名單[89]）
  - 世襲男爵 （1958年元旦授勳名單[103][104]）

### 榮譽學位
- 榮譽法學博士[2]
  - 劍橋大學 （1958年）
  - 倫敦大學
  - 伯明翰大學
  - 侯城大學
- 榮譽院士[2]
  - 劍橋大學伊曼紐爾學院 （1946年）

### 以他命名的事物
- 伯基特勳爵紀念盃賽（Lord Birkett Memorial Trophy Race）：由阿爾斯沃特湖遊艇會設於1962年。[116]

### 頭銜
- 諾曼·伯基特先生（Norman Birkett, Esq，1883年9月－1924年4月）
- 諾曼·伯基特先生，KC（Norman Birkett, KC，1924年4月－1941年6月）
- 諾曼·伯基特爵士，KC（Sir Norman Birkett, KC，1941年6月－1947年6月）
- 諾曼·伯基特爵士閣下，KC（The Rt Hon Sir Norman Birkett, KC，1947年6月－1952年2月）
- 諾曼·伯基特爵士閣下，QC（The Rt Hon Sir Norman Birkett, QC，1952年2月－1958年1月）
- 伯基特勳爵閣下，PC，QC（The Rt Hon The Lord Birkett, PC, QC，1958年1月－1962年2月）

## 部份著作
- The Use and Abuse of Reading. London: Cambridge University Press, 1951. 
  - （直譯：《閱讀和濫讀》。倫敦：劍橋大學出版社，1951年。）
- The Magic of Words. London: English Association, 1953. 
  - （直譯：《文字的魔法》。倫敦：英文協會，1953年。）
- Six Great Advocates. Harmondsworth: Penguin, 1961. 
  - （直譯：《六大訟辯大律師》。哈姆斯沃思：企鵝圖書，1961年。）

## 注腳
1. 1 2 3 4 5 6 7  Dale and Ingham (2002)
2. 1 2 3 4 5 6 7 8 9 10 11 12 13 14 15 16 17 18 19  Devlin (1981)
3. ↑  Chandos (1963) p. 15.
4. ↑  Hyde (1965) p. 24.
5. ↑  Hyde (1965) p. 30.
6. ↑  Hyde (1965) p. 36.
7. ↑  Hyde (1965) p. 35.
8. ↑  Hyde (1965) p. 39.
9. ↑  Hyde (1965) p. 46.
10. 1 2 3  Chandos (1963) p. 26.
11. ↑  Hyde (1965) p. 42.
12. ↑  Hyde (1965) p. 48.
13. 1 2  Hyde (1965) p. 49.
14. ↑  Hyde (1965) p. 57.
15. 1 2  Hyde (1965) p. 63.
16. ↑  Chandos (1963) p. 31.
17. ↑  Hyde (1965) p. 74.
18. ↑  Hyde (1965) p. 77.
19. ↑  Hyde (1965) p. 85.
20. 1 2  Hyde (1965) p. 91.
21. ↑  Hyde (1965) p. 93.
22. 1 2 3 4  Hyde (1965) p. 135.
23. ↑  Chandos (1963) p. 48.
24. 1 2  Hyde (1965) p. 139.
25. ↑  Chandos (1963) p. 49.
26. 1 2  Hyde (1965) p. 154.
27. ↑  Hyde (1965) p. 158.
28. ↑  Hyde (1965) p. 162.
29. ↑  Hyde (1965) p. 266.
30. ↑  Chandos (1963) p. 65.
31. 1 2 3  Hyde (1965) p. 298.
32. ↑  Hyde (1965) p. 299.
33. ↑  Hyde (1965) p. 300.
34. 1 2 3  Hyde (1965) p. 301.
35. ↑  Hyde (1965) p. 309.
36. ↑  Hyde (1965) p. 310.
37. ↑  Hyde (1965) p. 394.
38. 1 2 3 4 5 6 7 8 9  Hyde (1965) p. 395.
39. 1 2 3 4  Hyde (1965) p. 396.
40. ↑  Rose (2007), pp. 233-240.
41. ↑  Hyde (1965) p. 401.
42. ↑  Hyde (1965) p. 418.
43. 1 2 3 4 5  "American Friend of King Awarded Quick Divorce" (27 October 1936)
44. 1 2 3  "Edward VIII (1894 - 1972)" (retrieved on 21 March 2015)
45. ↑  Hyde (1965) p. 116.
46. ↑  Hyde (1965) p. 118.
47. 1 2  Hyde (1965) p. 119.
48. 1 2  Hyde (1965) p. 120.
49. 1 2  "Supplement to Issue 32928 （页面存档备份，存于）", London Gazette, 18 April 1924, p.3205.
50. ↑  Hyde (1965) p. 121.
51. ↑  Hyde (1965) p. 122.
52. ↑  Hyde (1965) p. 123.
53. ↑  Hyde (1965) p. 125.
54. 1 2  Hyde (1965) p. 126.
55. ↑  Hyde (1965) p. 269.
56. 1 2 3 4  Hyde (1965) p. 270.
57. 1 2  Hyde (1965) p. 322.
58. ↑  Hyde (1965) p. 324.
59. 1 2  Hyde (1965) p. 325.
60. ↑  Hyde (1965) p. 326.
61. ↑  Hyde (1965) p. 327.
62. 1 2  Hyde (1965) p. 330.
63. 1 2 3  Hyde (1965) p. 332.
64. ↑  Hyde (1965) p. 333.
65. 1 2  Hyde (1965) p. 462.
66. ↑  Hyde (1965) p. 463.
67. ↑  Hyde (1965) p. 469.
68. 1 2 3  "Supplement to Issue 35184 （页面存档备份，存于）", London Gazette, 6 June 1941, p.3281.
69. 1 2  "The Course" (retrieved on 19 July 2012)
70. 1 2  Hyde (1965) p. 464.
71. ↑  Chandos (1963) p. 182.
72. 1 2  Hyde (1965) p. 471.
73. 1 2  Hyde (1965) p. 474.
74. ↑  "Supplement to Issue 35346 （页面存档备份，存于）", London Gazette, 14 November 1941, p.6574.
75. ↑  Hyde (1965) p. 476.
76. 1 2  Hyde (1965) p. 483.
77. ↑  Hyde (1965) p. 484.
78. ↑  Hyde (1965) p. 486.
79. ↑  Hyde (1965) p. 489.
80. ↑  Hyde (1965) p. 494.
81. 1 2  Hyde (1965) p. 495.
82. 1 2  Hyde (1965) p. 496.
83. 1 2  "Nuremberg War Crime Trials" (retrieved on 21 March 2015)
84. ↑  "The Nuremberg Trials: The Indictments" (retrieved on 21 March 2015)
85. ↑  Hyde (1965) p. 524.
86. ↑  Hyde (1965) p. 527.
87. 1 2  Hyde (1965) p. 530.
88. ↑  Hyde (1965) p. 531.
89. 1 2  "Supplement to Issue 37977 （页面存档备份，存于）", London Gazette, 6 June 1947, p.2571.
90. ↑  Hyde (1965) p. 532.
91. 1 2  Hyde (1965) p. 541.
92. ↑  Hyde (1965) p. 543.
93. ↑  Hyde (1965) p. 542.
94. ↑  Hyde (1965) p. 544.
95. 1 2 3 4  Hyde (1965) p. 546.
96. ↑  Chandos (1963) p. 184.
97. ↑  Hyde (1965) p. 549.
98. ↑  Hyde (1965) p. 555.
99. ↑  Pharmaceutical Society of Great Britain v Boots Cash Chemists (Southern) Ltd.[1953] EWCA Civ 6
100. ↑  Hyde (1965) p. 556.
101. ↑  Hyde (1965) p. 565.
102. 1 2  Hyde (1965) p. 567.
103. 1 2  "Supplement to Issue 41268 （页面存档备份，存于）", London Gazette, 31 December 1957, p.1.
104. 1 2  "Issue 41299 （页面存档备份，存于）", London Gazette, 31 January 1958, p.690.
105. ↑  Hyde (1965) p. 568.
106. ↑  Hyde (1965) p. 570.
107. ↑  Hyde (1965) p. 580.
108. ↑  Hyde (1965) p. 587.
109. 1 2  "Reviews and Notices" (April 1962)
110. 1 2 3  Sheail (2002), pp. 73-74.
111. ↑  Hyde (1965) p. 610.
112. ↑  Hyde (1965) p. 618.
113. ↑  Hyde (1965) pp. 619-620.
114. ↑  Hyde (1965) p. 621.
115. ↑  Chandos (1963) p. 200.
116. 1 2  "Historic 'Steamer' Joins Lord Birkett Celebrations" (retrieved on 3 May 2014)
117. ↑  "Lord Birkett, arts supremo - obituary" (27 April 2015)
118. ↑  "Linnea (Birkett) Cliff Hodges" (retrieved on 30 August 2017)

## 外部連結
- Hansard 1803–2005: 諾曼·伯基特在國會中的貢獻

| 大不列颠及北爱尔兰联合王国国会 | 大不列颠及北爱尔兰联合王国国会     | 大不列颠及北爱尔兰联合王国国会 |
| ------------------------------ | ---------------------------------- | ------------------------------ |
| 前任者： 約翰·普洛萊特·休斯敦  | 東諾定咸選區國會議員 1923年–1924年 | 繼任者： 埃蒙德·布羅克班克     |
| 前任者： 埃蒙德·布羅克班克     | 東諾定咸選區國會議員 1929年–1931年 | 繼任者： 路易斯·格盧克斯坦     |
| 聯合王國貴族爵位               |                                    |                                |
| 新頭銜                         | 伯基特男爵 1958年–1962年           | 繼任者： 邁克爾·伯基特         |